# Joan de Kanizsa
Joan de Kanizsa (1350 - † 30 de maig de 1418) fou arquebisbe d'Esztergom del 1387 al 1418. Fou un poderós aristòcrata hongarès de l'època del rei Segimon I del Sacre Imperi Romanogermànic.

## Biografia
Va néixer al si d'una família aristòcrata hongaresa a la província de Zala. El seu apre, Joan de Kanizsa, ispan de les províncies de Zala i de Vas, i la seva mare era filla de Nicolau Gilétfi de Pozsega. El jove noble que posteriorment fou arquebisbe tingué també tres germans influents: Nicolau, Llorenç i Esteve. L'oncle de Joan era Esteve de Kanizsa, bisbe de Zagreb. El 1367 Joan va servir com a canonge de la princesa Maria I d'Hongria, filla del rei Lluís I d'Hongria. El 1374 fou nomenat gran prepòsit d'Estrigònia i després prepòsit d'Eger i fins al 1378 fou estudiant a la Universitat de Pàdua. El 1377 es convertí en rector de la universitat i el 1384 fou nomenat bisbe d'Eger i des del 1387 canceller reial.
El 1387 succeí Demetri d'Esztergom com a arquebisbe d'Esztergom, portant així el títol jeràrquic més alt de l'Església Catòlica del Regne d'Hongria. El papa Bonifaci IX el nomenà cardenal i enviat a la Santa Seu pels seus serveis als reis Segimon d'Hongria i la seva dona Maria. El 1390 convocà un conclave a Estrigònia, el 1391 restablí al castell la capella de Sant Esteve i fundà un consell canonge santificat en honor de Sant Esteve protomàrtir.
El 1396 prengué part en la batalla de Nicòpolis en què el rei Segimon juntament amb els exèrcits del duc Joan I de Borgonya intentà expulsar els turcs otomans d'Europa, però acabà en una tràgica derrota per a les forces cristianes. La derrota significà una gran pèrdua de prestigi per al rei hongarès, la qual cosa va contribuir posteriorment que una facció de l'alta noblesa intentés remoure Segimon del tron.
Joan de Kanizsa fou un dels guies espirituals i intel·lectuals de la Lliga de Nobles que es va formar a l'inici del regnat de Segimon i l'intentà mantenir sota el seu control, així el 28 d'abril del 1401 l'arquebisbe en el seu paper de canceller feu arrestar el rei a Buda i es posà al cap del consell provisional que dirigís el regne. El 29 d'octubre d'aquell mateix any, assistit pel comte Armand II de Celje i per Nicolau Garai el Jove, el rei recuperà la seva llibertat i el tron, però s'apiadà de Joan de Kanizsa. Malgrat això, l'arquebisbe coronà el jove rei Ladislau I de Nàpols el 5 d'agost de 1403 a Zara, el fill del rei Carles II d'Hongria, assassinat el 1386. Després que Ladislau abandonés el regne i la seva coronació fos desconeguda, Joan de Kanizsa i el seu germà Nicolau novament tornaren a ser perdonats per Segimon, mantenint llurs drets i propietats. Nicolau es retirà de la vida pública, però el cardenal Joan es convertí novament en conseller del rei Segimon.
El 1414 en absència del regne de Segimon, Joan de Kanizsa es convertí en vicari reial juntament amb Nicolau Garai el Jove, unint-se el 1417 al seu rei al Concili de Constança.